# Нововолодимирівка (Скадовський район)
Нововолоди́мирівка — село в Україні, у Долматівській сільській громаді Скадовського району Херсонської області. Населення становить 1046 осіб. Колишній центр Нововолодимирівської сільської ради.

## Історія
Село засноване в 1805 році та розташоване за 7 км від автодороги Гола Пристань — Залізний Порт.
Село Нововолодимирівка було утворене в період царювання Катерини II. Першими поселенцями у цій місцевості були солдати, які відслужили по 25 років в армії й за це були наділені землею. Село назвали Солдатським. Однак при освяченні населеного пункту священником була дана назва за ім'ям першого хлопчика, який народився у селі. Через те, що у 32 км у сусідньому Скадовському районі вже існувало село Володимирівка, було вирішено назвати цей населений пункт Нововолодимирівка.
Спочатку село належало до Бехтерської волості Олешківського повіту Таврійської Губернії. У 1921 році найбідніші селяни Нововолодимирівки об'єдналися у сільгоспартіль «Пролетарська праця». Середняки села утворили артіль «Перемога». Окрему артіль «Червоний орач» організували переселенці з Білорусі. Згодом вони були об'єднані в один колгосп — «Пролетарська праця». Орієнтовно у 1956—1957 рр. відбулося ще одне об'єднання із сусідніми селами Сліпушинським та Зеленотропинським. Новий колгосп отримав назву імені Калініна.
24 лютого 2022 року село тимчасово окуповане російськими військами під час російсько-української війни.

## Населення
Згідно з переписом УРСР 1989 року чисельність наявного населення села становила 1086 осіб, з яких 547 чоловіків та 539 жінок.
За переписом населення України 2001 року в селі мешкало 1046 осіб.

### Мовний склад
Рідна мова населення за даними перепису 2001 року:
| Мова       | Чисельність, осіб | Доля     |
| ---------- | ----------------- | -------- |
| Українська | 909               | 86,90 %  |
| Російська  | 72                | 6,88 %   |
| Вірменська | 44                | 4,21 %   |
| Молдовська | 11                | 1,05 %   |
| Інше       | 10                | 0,96 %   |
| Разом      | 1 046             | 100,00 % |

## Інфраструктура
У селі функціюють загальноосвітня школа, а також дитячий садок. Школа складається із двох будівель: відповідно початкова та середня. Дитячий садок розрахований на 90 місць.
У селі розташовані три магазини: два продуктових та один господарський.
Нововолодимирівка має власний будинок культури, у якому під час великих свят проходять культурні заходи.
Стадіон, де місцева команда ФК «Солдатське» проводить матчі чемпіонату Голопристанського району з футболу.

## Торгівля
Основним джерелом доходів місцевих жителів є торгівля. Вирощені на власних угіддях овочі, фрукти, а також молокопродукти розповсюджуються по усіх регіонах України, а також у країнах ближнього закордоння. Основним експортом села є кавуни, помідори, соняшник та молоко.

## Відомі уродженці
- Курган Владислав Герасимович (1921 — ?) — український радянський партійний діяч, 2-й секретар Херсонського обкому КПУ. Депутат Верховної Ради УРСР 8-го скликання. Член Ревізійної комісії КПУ в 1971—1976 р.
- Курган Володимир Петрович (1923—2010) — учасник німецько-радянської війни, почесний громадянин Херсона.

## Пам'ятники
У Нововолодимирівці встановлені два пам'ятники невідомому солдату. Перший з них знаходиться на меморіалі перемоги, який розташований у центрі села. Другий — на цвинтарі.
Меморіал бойової слави являє собою «вічний» вогонь, пам'ятник невідомому солдату, а також меморіальні плити з іменами жителів села, які брали участь у Другій світовій війні.